# 希米希霍芬
希米希霍芬是德国莱茵兰-普法尔茨州的一个市镇。总面积5.04平方公里，总人口307人，其中男性159人，女性148人（2011年12月31日），人口密度61人/平方公里。